# Abierto Mexicano Telcel 2011
Die Abierto Mexicano Telcel 2011 waren ein Tennisturnier der WTA Tour 2011 für Damen und ein Tennisturnier der ATP World Tour 2011 für Herren in Acapulco und fanden zeitgleich vom 19. bis 26. Februar 2011 statt.
Titelverteidiger im Einzel war David Ferrer bei den Herren sowie Venus Williams bei den Damen. Im Herrendoppel die Paarung Łukasz Kubot und Oliver Marach, im Damendoppel die Paarung Polona Hercog und Barbora Záhlavová-Strýcová die Titelverteidiger.

## Herrenturnier
→ Hauptartikel: Abierto Mexicano Telcel 2011/Herren
→ Qualifikation: Abierto Mexicano Telcel 2011/Herren/Qualifikation

## Damenturnier
→ Hauptartikel: Abierto Mexicano Telcel 2011/Damen
→ Qualifikation: Abierto Mexicano Telcel 2011/Damen/Qualifikation